# Chaetostoma fischeri
 Chaetostoma fischeri, conocido como carachama, cucho o guaña es una especie de peces de la familia Loricariidae en el orden de los Siluriformes.

## Morfología
Los machos pueden llegar alcanzar los 30 cm de longitud total.

## Hábitat
Es un pez de agua dulce.

## Distribución geográfica
Se encuentran en Panamá, Colombia y Ecuador, en las cuencas de los ríos Bayano, Tuira, San Juan, Patía y Guayas en la vertiente del Pacífico; y de los ríos Chagres, Atrato, Sinú y Magdalena en la vertiente del Caribe.